# Collio Goriziano Sauvignon riserva
Le Collio Goriziano Sauvignon riserva (ou Collio Sauvignon riserva) est un vin blanc italien de la région Frioul-Vénétie Julienne doté d'une appellation DOC depuis le 3 novembre 1989. Seuls ont droit à la DOC les vins récoltés à l'intérieur de l'aire de production définie par le décret. Les vignobles autorisés se situent dans la province de Gorizia dans les communes et hameaux de Brazzano, Capriva del Friuli, Cormons - Plessiva, Dolegna del Collio, Farra d'Isonzo, Lucinico, Mossa, Oslavia, Ruttars et San Floriano del Collio.
Vieillissement minimum légal : 2 ans.
Le Collio Goriziano Sauvignon riserva répond à un cahier des charges plus exigeant que le Collio Goriziano Sauvignon, essentiellement en relation avec le vieillissement.

## Caractéristiques organoleptiques
- couleur: jaune paille plus ou moins intense.
- odeur: délicat, caractéristique
- saveur: sec, plein, harmonique

Le Collio Goriziano Sauvignon riserva se déguste à une température comprise entre 8 et 10 °C. Il se gardera 2 - 4 ans.

## Production
Province, saison, volume en hectolitres :
- pas de données disponibles